# Deal Breaker
Deal Breaker (engl. deal = Geschäft und to break = brechen) ist ein Begriff aus dem Bereich Mergers & Acquisitions (M&A), also der Übernahme bzw. Fusion von Unternehmen. Damit werden aus Sicht einer Partei Sachverhalte bezeichnet, die im weiteren Verlauf der Verhandlungen bei Nichteinigung bzw. Nichtlösung des Sachverhalts im Sinne der Partei zu einem Abbruch der Verhandlungen führen werden. Solche Sachverhalte zu finden und zu benennen ist Aufgabe der Due Diligence. Im Allgemeinen wird versucht, Dealbreaker zuerst zu verhandeln und die Lösung schon in einer frühen Phase des Geschäfts schriftlich zu fixieren, z. B. im Letter of Intent. Der Kaufpreis, an dem ein Deal auch in einer späten Phase noch scheitern kann, wird im Allgemeinen nicht zu den Dealbreakern gezählt.
Beispiel: Unternehmen A will von Unternehmen B ein Geschäft kaufen, aber auf keinen Fall eine bestimmte  Lieferverpflichtung übernehmen (Dealbreaker 1) und ebenfalls eine vollständige, unbeschränkte Haftung durch Unternehmen B für eventuelle Altlasten haben (Dealbreaker 2). Beide Punkte werden Gegenstand einer frühen Verhandlungsphase sein. Eine Verhandlung über einen Kaufpreis, in dem beide Parteien die Lösung zu den Dealbreakern einrechnen werden, ist vor Verhandlung dieser Dealbreaker offensichtlich nicht zweckmäßig.